# (24950) Nikhilas
(24950) Nikhilas (1997 QF) – planetoida z pasa głównego asteroid okrążająca Słońce w ciągu 4,87 lat w średniej odległości 2,87 j.a. Odkryta 23 sierpnia 1997 roku.